# 青春的約定
《青春的約定》是中國偶像組合SNH48的第六張EP，於2015年1月15日在SNH48線上商城開始預售。

## 簡介
本張EP共收錄五首歌曲，其中《青春的約定》為唱片的標題曲，该曲的MV亦是成员首次集体以男装造型亮相；《告白趁現在》則由SNH48第一屆總選舉TOP 16成員所演唱。另外Team SII、Team NII、Team HII各負責一首專屬歌曲。
特典方面，EP除了附贈歌詞本、生寫真和握手券之外，本張唱片亦隨機封入新推出的猜拳券。

## 收錄曲目
| CD       | CD                                     | CD         | CD       | CD                 | CD          | CD                       | CD    |
| 曲序     | 曲目                                   |            | 作曲     | 编曲               | 演唱者      | 备注                     | 时长  |
| -------- | -------------------------------------- | ---------- | -------- | ------------------ | ----------- | ------------------------ | ----- |
| 1.       | 青春的约定（原曲：《GIVE ME FIVE!》）  | 甘世佳     | 笹渕大介 | 野中MASA雄一       | 选拔組      | 原词：秋元康 原唱：AKB48 | 4:59  |
| 2.       | 告白趁现在（原曲：《心意告示牌》（心のプラカード）） | 黄婷       | 坂垣祐介 | 武藤星儿           | 2014 TOP 16 | 原词：秋元康 原唱：AKB48 | 4:01  |
| 3.       | 万有引力（原曲：《重力共鳴》（重力シンパシー））     | 上海星四芭 | 原田NAO  | 原田NAO            | Team HII    | 原词：秋元康 原唱：AKB48 | 3:30  |
| 4.       | 因为喜欢你（原曲：《因為喜歡你》（君のことが好きだから）） | 上海星四芭 | 织田哲郎 | 野中MASA雄一       | Team NII    | 原词：秋元康 原唱：AKB48 | 4:06  |
| 5.       | 梦之河（原曲：《夢河》（夢の河））           | 小7        | 杉山胜彦 | 杉山胜彦、有木竜郎 | Team SII    | 原词：秋元康 原唱：AKB48 | 4:32  |
| 总时长： | 总时长：                               | 总时长：   | 总时长： | 总时长：           | 总时长：    | 总时长：                 | 21:08 |

特典
- 歌詞本1本
- 生寫真1張（58款單人和28款合照）
- 握手券1張
- 猜拳券1張（隨機附贈）

## 選拔成員

### 青春的約定
（Center：趙嘉敏）
- Team SII：陳觀慧、李宇琪、莫寒、邱欣怡、吳哲晗、許佳琪、趙嘉敏、張語格
- Team NII：龔詩淇、鞠婧禕、林思意、陆婷、萬麗娜、易嘉愛、趙粵、曾艷芬

趙嘉敏首次擔任選拔Center。林思意、陸婷、萬麗娜、趙粵、曾艷芬首次參與選拔。陳思、戴萌、孔肖吟首次落選選拔組。

### 告白趁現在
（Center：吳哲晗）
- Team SII：陳觀慧、陳思、戴萌、孔肖吟、李宇琪、莫寒、邱欣怡、吳哲晗、徐晨辰、許佳琪、趙嘉敏、張語格
- Team NII：鞠婧禕、李藝彤、龔詩淇、易嘉愛

### 萬有引力
（Center：陳怡馨）
- Team HII：陳怡馨、李豆豆、劉炅然、林楠、劉佩鑫、李清揚、王柏碩、王璐、吳燕文、徐晗、謝妮、徐伊人、许杨玉琢、楊惠婷、楊吟雨、張昕

Team HII首次參與EP錄製。

### 因為喜歡你
（Center：鞠婧禕）
- Team NII：陳佳瑩、董艷芸、馮薪朵、龔詩淇、黃婷婷、何曉玉、鞠婧禕、林思意、陸婷、李藝彤、孟玥、唐安琪、萬麗娜、易嘉愛、趙粵、曾艷芬

### 夢之河
（Center：莫寒）
- Team SII：陳觀慧、陳思、戴萌、孔肖吟、李宇琪、莫寒、錢蓓婷、邱欣怡、孫芮、溫晶婕、吴哲晗、徐晨辰、許佳琪、袁雨楨、趙嘉敏、張語格

## 外部連結
- SNH48官網的專頁 （页面存档备份，存于）